# Humor gráfico

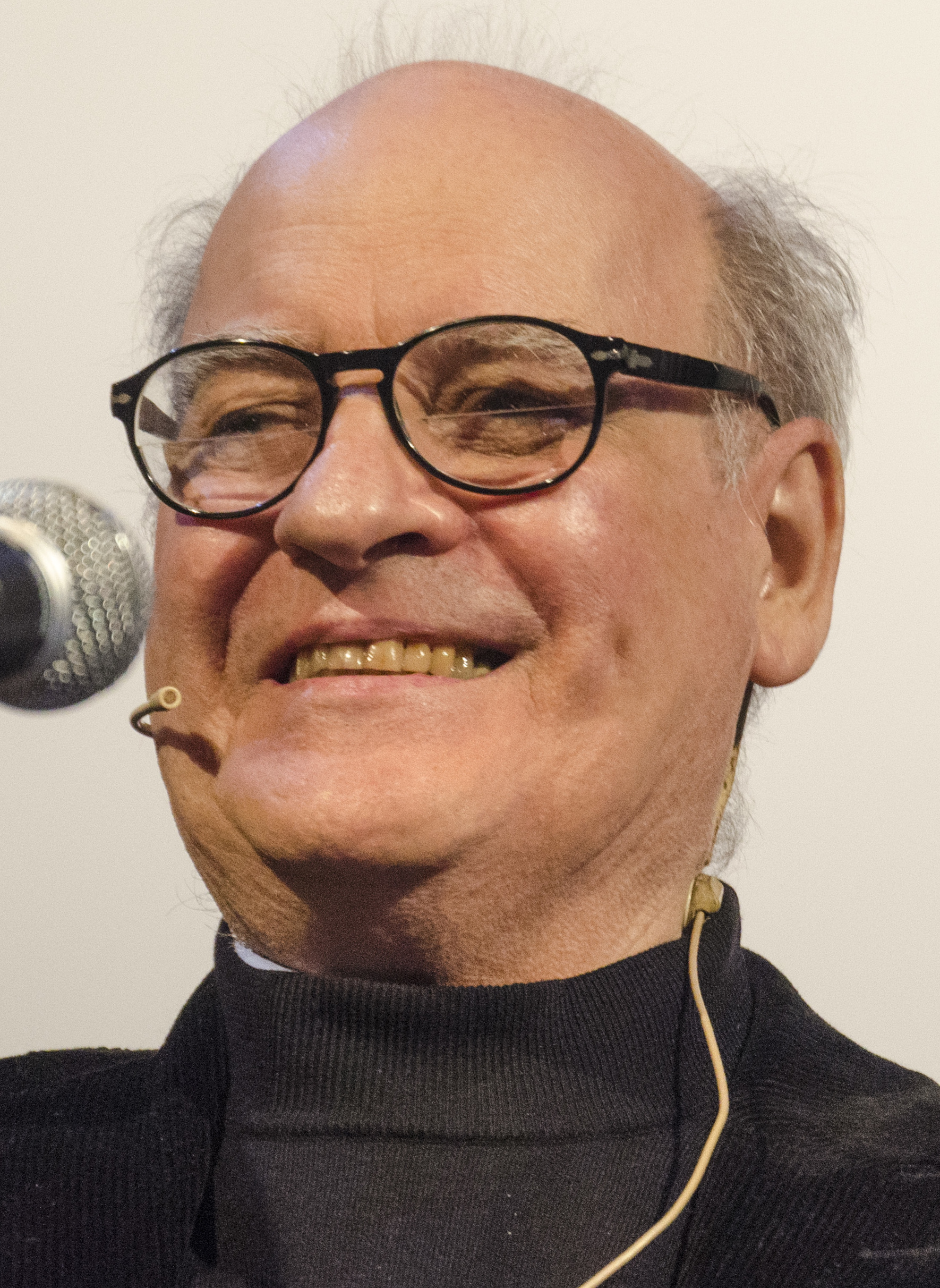
Joaquín Salvador Lavado Tejón, conocido bajo el seudónimo de Quino, humorista gráfico e historietista argentino. Su obra más conocida es la tira cómica Mafalda, publicada entre 1964 y 1973

Humor gráfico es un neologismo con el que se designa a una gama diversa de obras gráficas realizadas para la prensa, desde chistes de una sola viñeta y caricaturas, hasta verdaderas historietas, tiras cómicas e incluso planchas enteras. Muchas abundan en la sátira de la actualidad política y social. Tiene el papel de cuestionar la verdad aparente, sin embargo esto no implica que su meta sea la obtención de la verdad.

## Historia
Hasta mediados del siglo XX, la viñeta de prensa se llamó caricatura, y el humorista gráfico, caricaturista. En las páginas de The New Yorker, que influyen en la mayoría de publicaciones en todo el mundo, nace el "nuevo estilo de hacer humor". 
Los renovadores del género son los estadounidenses Chas Addams, Peter Arno, George Price, Virgil Partch (VIP) y sobre todo Saul Steinberg. También los franceses Chaval, Jean Bosc, André François y Siné. 
En España confluyen varias tradiciones satíricas distintas. En el norte sobresalen los autores gallegos, con Castelao a la cabeza. En el centro hay una escuela de sátira costumbrista, con Tovar, Sileno, Fresno y K-Hito, a los que se añade el catalán Bagaria. En Valencia hay una tradición satírica propia, con nombres como Bluff, Tramús y Juan Pérez del Muro, además de Ernesto Guasp que desarrollará su carrera en la prensa catalana y mejicana. Finalmente en Cataluña hay una importante escuela satírica, con características propias, que se remonta a Pellicer y Apeles Mestres, e incluye a Cornet, Junceda, Opisso, Nogués, Passarell y Bon.
En México, nombres como Salvador Pruneda, Audiffred y García Cabral, son los precursores de la generación de Freyre, Arias Bernal, Vadillo y Carreño, que anteceden a Rius, Quezada, Helioflores y Naranjo.

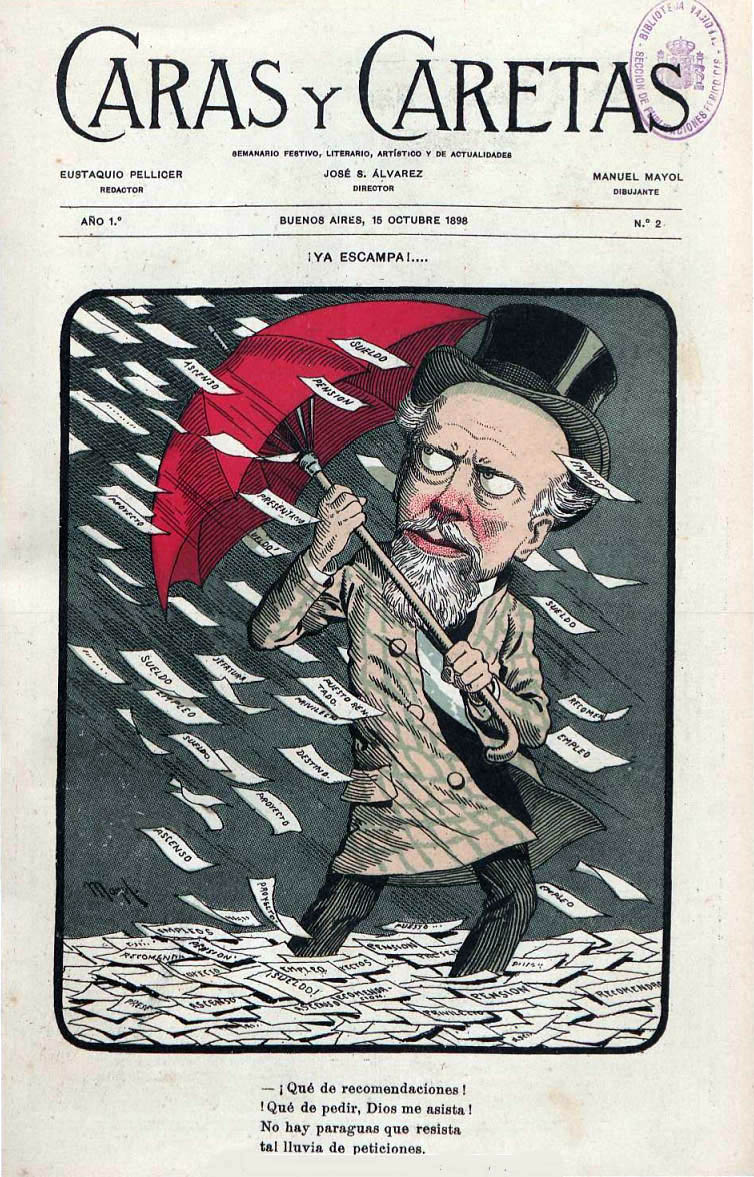
Tapa de un ejemplar de la revista de humor político argentina Caras y Caretas

En Argentina pueden considerarse precursores a José María Cao, Mayol, Alejandro Sirio, o Mario Zavattaro. También humoristas gráficos como Arturo Lanteri, Dante Quinterno, Guillermo Divito, Adolfo Mazzone, Héctor Torino, Landrú, Oski. En el año 2009, en la muestra "Bicentenario: 200 años de Humor Gráfico" que el Museo del Dibujo y la Ilustración realizó en el Museo Eduardo Sívori de Buenos Aires, se homenajeó a los más importantes creadores del humor gráfico en Argentina a través de su historia. Desde 2012 se encuentra el Centro de Historieta y Humor Gráfico Argentino en la Biblioteca Nacional que adquiere, identifica y colecciona para su preservación, conservación, estudio, valorización y difusión, la producción historietística y humorística argentina. Es el único fondo documental público y nacional abarcativo de toda la producción histórica de estos medios y lenguajes en la Argentina. La Ley 26.652, sancionada en octubre de 2010, instituyó el 4 de septiembre como el Día Nacional de la Historieta Argentina. La fecha se eligió en conmemoración al primer número de la revista Hora Cero, publicado el 4 de septiembre de 1957.
Y en Cuba a Blanco, Valls, Massaguer, Maribona y Abela, que anteceden a Sergio Ruiz, Fresquito Fresquet, Chago, Fornés, Niko, Jesús de Armas, René de la Nuez, David, entre otros.

### Humor gráfico español contemporáneo
La Guerra Civil en España acaba con la tradición humorística anterior. En la revista La Codorniz, de Tono, Mihura y Herreros, se darán a conocer humoristas como Mingote, Chumy Chúmez, Miguel Gila, Summers o Pablo. También destacan Carlos Conti, Joaquim Muntañola, Peñarroya y Castanys, y a partir de la transición, nombres nuevos como El Perich, Cesc y Ops.
Desde poco antes de la muerte de Franco se produce el "boom del humor gráfico". Hay un gran número de revistas y libros de humor. En 1977, más de cien profesionales de la historieta y el humor gráfico se integraron en la Asociación de Artistas Plásticos, buscando un mayor reconocimiento de sus derechos. Carecen entonces de "las mínimas condiciones de contratos, seguridad social, seguro de desempleo" y "la propiedad intelectual de sus obras no es reconocida con la eficacia que lo son otras obras de otros sectores".
En la actualidad los principales humoristas están en la revista El Jueves: Óscar, J.L. Martín, Kim, Fer, Vizcarra, Monteys, Manel Fontdevila, Malagón, etc.
Y en la prensa diaria: Gallego & Rey, Idígoras & Pachi, Guillermo, Ricardo (El Mundo); Mingote, Martinmorales, Puebla (ABC); El Roto, Peridis, Forges, Ramón, Máximo, Carlos Romeu Müller (El País); Juan Kalvellido (La República, Diagonal, Rebelión, etc), Caín, Turcios (La Razón); Manel Fontdevila, Santi Orúe, Vergara, Mauro Entrialgo (Público); Ferreres, Tàssies, Juanjo Sáez (El Periódico); Ventura & Coromina, Toni, Krahn, Kap, Labanda (La Vanguardia); Zulet (El Correo); Soria, Mesamadero (Ideal), Eneko, Calpurnio (20 minutos); Rodera (Adn), Xaquín Marín (La Voz de Galicia), Sabela Arias Castro (Tierras de Santiago); Tris (La Rioja)…
En la prensa deportiva encontramos a Guillermo (Marca), Caye (Sport), Kap (El Mundo Deportivo) y Bernal (Equipo).
En Internet son destacables Juan Ramón Mora, Runtime-Error, Mel y las plataformas digitales que le brindan los medios a sus respectivos dibujantes, por ejemplo a Mauro Entrialgo, Ferran Martín, Manel Fontdevila y Daniele.
En dos libros colectivos editados en 2007 se puede encontrar lo más representativo del humor español contemporáneo: Humor a Toda Vela, y Comunica con Humor.
En 2016 abre oficialmente sus puertas Humoristán, el primer museo digital dedicado íntegramente al humor gráfico. En marzo de 2017 publica un pdf gratuito de 46 páginas  Un año de humor gráfico, informe Humoristan 2016.

### En México
En Picardía mexicana, libro del escritor mexicano Armando Jiménez, aparece un capítulo con algunos ejemplos de humor gráfico mexicano, sobre todo el de doble sentido.

### Cronología de revistas
- 1940, en Argentina, Medrano crea los "Grafodramas" para el diario La Nación.
- 1941, en España, Miguel Mihura, Tono y Neville fundan La Codorniz con el subtítulo de "la revista más audaz, para el lector más inteligente". Ese mismo año, en Argentina, nace la revista de humor Cascabel.
- 1952, el estadounidense Harvey Kurtzman creó la revista satírica MAD.
- 1961, nace en Alemania la revista satírica Pardon.
- 1972, Oscar Blotta lanza en Argentina la revista Satiricón. En España, donde se vive un "boom" del humor gráfico, Chúmy Chúmez lanza "Hermano Lobo" a semejanza del semanario francés "Charlie Hebdo" y también aparece Barrabás, especializada en deporte.
- 1973 sale El Papus, "revista satírica y neurasténica".
- En marzo de 1974, aparece Por Favor.
- 1977, cierran Barrabas, La Codorniz, Por favor y nace El Jueves.
- 1977, en Argentina aparece el primer número de la revista Humor.
- 1987, aparecen TMEO y Monográfico.
- 2005, en Argentina se reedita por tercera vez la revista Caras y Caretas.
- 2012, aparece Mongolia.

### En Costa Rica
En Costa Rica se encuentra particularmente el trabajo de Hugo Díaz, quien se destacó por la publicación de su obra en el Semanario Universidad.